# Альдрованда пухирчаста
Альдрова́нда пухи́рчаста (Aldrovanda vesiculosa) — вид водних комахоїдних рослин родини росичкових (Droseraceae). Єдиний представник монотипного роду. Третичний релікт, спорадично поширений в Євразії, Африці та Австралії. Вид занесений до Червоної книги України та ряду інших природоохоронних документів. Формація альдрованди пухирчастої занесена до Зеленої книги України.

## Опис

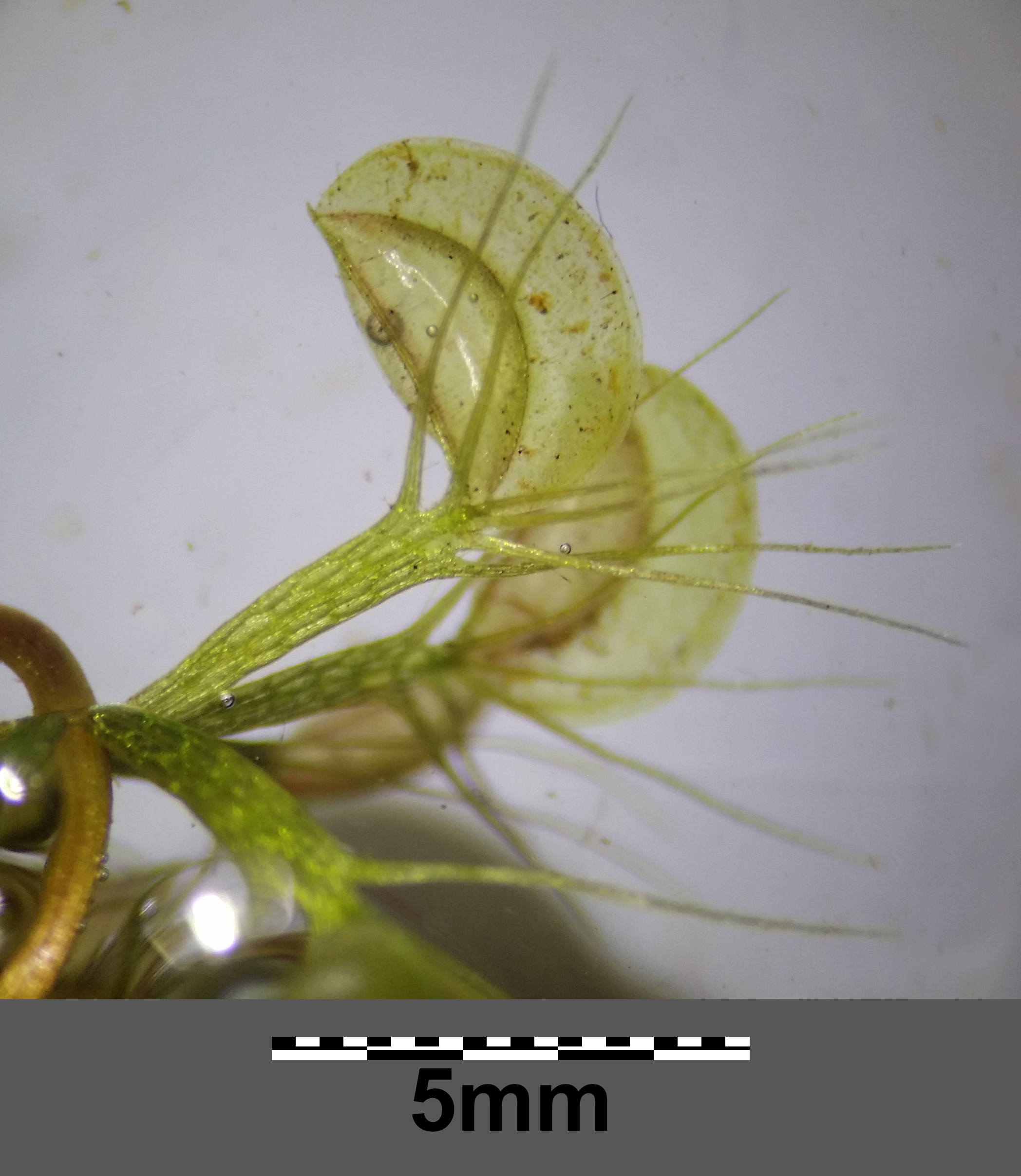

Багаторічна водна рослина з плаваючим горизонтальним нитковидним, простим або вилчасто-розгалуженим стеблом,  3—15 см завдовжки. Корені відсутні. Листки по 6—9 в кільцях, зрослі при основі, з довгасто-клиноподібним широким сплюснутим черешком, зверху із 6 шилоподібними щетинками, 2—9 мм завдовжки; з маленькою ложкоподібною пластинкою, 5—7 мм завдовжки і 8—10 мм завширшки, здатну при доторканні складатися («захлопуватись») по серединній жилці. Пластинка зсередини вкрита подразливими волосками і залозками для захоплення і перетравлювання дрібних водних безхребетних. В центрі пластинки розташовані хрестоподібні слизові залозки, а біля головної жилки – округлі травні залозки разом з чуттєвими волосками.
Квітки поодинокі, в пазухах листків, на товстуватих квітконіжках, довших за листки. 
Квітки циклічні, з подвійною оцвітиною, двостатеві, 5-членні (чашолистків, пелюсток і тичинок по 5). Чашечка і віночок неопадні, у брунькоскладі черепитчасті. Чашечка при основі зрослолиста; віночок вільнопелюстковий. Чашолистки обернено-яйцеподібно-довгасті, 2,5—3,75 мм завдовжки. Пелюстки білі, яйцеподібно-довгасті, 4—5 мм завдовжки. Тичинки з назовні оберненими пиляками, розміщеними в проміжках між пелюстками; пилок в тетрадах. Маточка одна, з 5 плодолистків. Зав'язь верхня, сидяча, майже куляста, з постійними сім'яносцями і численними оберненими насінними зачатками; стовпчиків 5, відстовбурчено-висхідних, з щиткоподібно-розгалуженими приймочками. Плід 5-стулкова шароподібна одногніздна коробочка. Квітконіжки при плодах зігнуті донизу. Насінини численні, дрібні, овальні, чорні, гладенькі, блискучі.
Хромосоми 2n = 48.

## Поширення
Третичний релікт з широким диз'юнктивним ареалом. За походженням — голарктичний-палеотропічний вид з осередками в помірних, субтропічних і тропічних регіонах. Спорадично зустрічається в Центральній, Південній і Східній Європі, на Кавказі, у Східній Азії і Центральній Азії, в Індії, Японії, Океанії, Японії, Австралії, Східній Африці і Центральній Африці. Вважається, що однією з причин диз'юнктивності ареалу є пасивна міграція фрагментів пагону і бруньок (туріонів) альдрованди перелітними птахами.
В Україні спорадично трапляється майже по всій рівнинній частині, зокрема в Прикарпатті, на Поліссі, у Лісостепу, степу (у водозборі Дніпра і гирлі Дунаю). Найбільше місцезнаходжень у гирлі Дунаю та в Поліській частині Дніпра. Більшість локалітетів зареєстровано в другій половині ХІХ — першій половині ХХ ст.

## Життєвий цикл
Цвіте в червні — липні. Розмножується переважно вегетативно — фрагментами пагона, бруньками. Цвітіння,  плодоношення і розмноження насінням відмічаються дуже рідко. Запилення здійснюється за допомогою комах (ентомофілія). Зимує завдяки великим вегетативним брунькам (туріонам), що утворюються восени на верхівці пагонів і опускаються на дно водойми. Навесні вони випливають на поверхню води і починають відростати. Особливості насіннєвого розмноження залишаються невідомими. Розселення відбувається головним чином за допомогою водних течій (гідрохорія), а також птахів (орнітохорія).
Характерною особливістю альдрованди є різка зміна чисельності в різні роки залежно від середньодобових температур у літні місяці. У роки з холодним дощовим літом окремі популяції можуть знаходитися в латентному стані у вигляді туріонів. У сприятливі роки щільність популяцій досягає 20—30 ос./м².

## Екологія

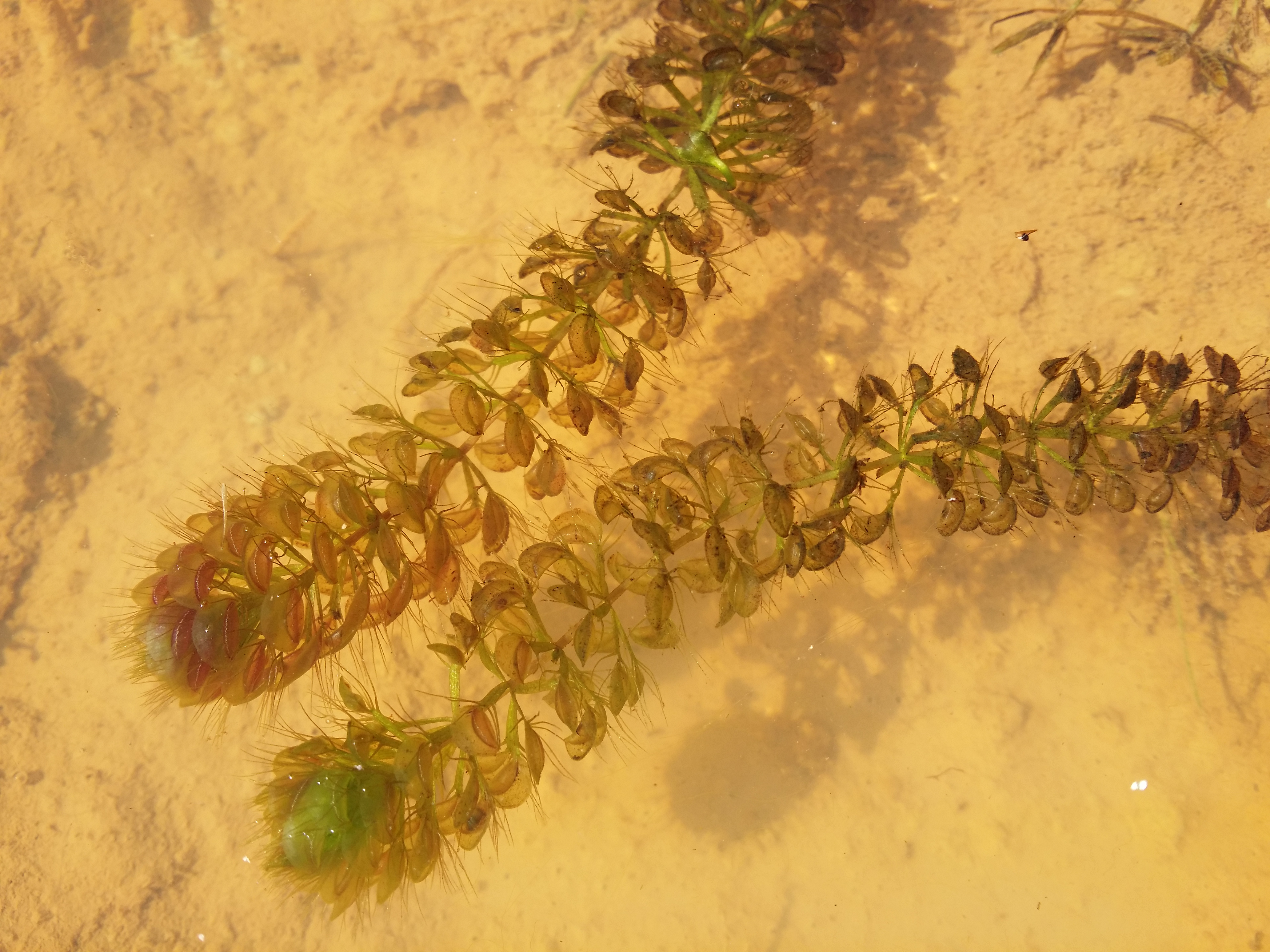

Альдрованда пухирчаста — безкореневий, вегетативно малорухливий водний (гідрофіт) трав'янистий багаторічник. Рослина відносно світлолюбна (сциогеліофіт) і невибаглива до температури середовища (еврітерм — може зростати і зростає майже у всіх кліматичних поясах Землі).
Комахоїдна рослина, досить вимоглива до умов живлення (ентомофільний мезотроф). Живиться дрібними водяними тваринами. Потрапляючи до «ловчого апарату» — на відкриту пластинку листка — жертва подразнює чутливі волоски і, половинки листка замикаються і затискують здобич. Чим листок молодший, тим швидше він закривається. Тому ловлять тварин головним чином молоді листки верхніх мутівок. Тварини, що потрапляють у пастку, деякий час продовжують там плавати, але листок стискається все щільніше, поки його краї не стикнуться. При цьому в центральній частині листка утворюється порожнина, з якої поступово зникає вода, що замінюється повітрям. У результаті листок набуває форми пухирця. Процес травлення може тривати понад місяць. За рахунок цього рослина поповнює нестачу поживних речовин. Після цього листок здебільшого відмирає, але ця втрата компенсується швидким утворенням нового листя.
Плейстофіт — плаваюча водна рослина. В євразійській частині ареалу зростає в мезотрофних і евтрофних прісноводних стоячих та малопроточних водойм, що добре прогріваються, з мулистими і мулисто-торф'янистими донними відкладами (озера, річки, болота, ставки, старі кар'єри, канави тощо), віддає перевагу невеликим старикам річок. Найкраще розвивається, цвіте і плодоносить у регіонах, де середня січнева температура становить близько +16° С. Зростає на спокійних незарослих ділянках мілководь, з товщею води 0,1—03 м (до 0,5—1 м). Витримує незначне хвилювання поверхні води та більш значне — рівня її коливання.

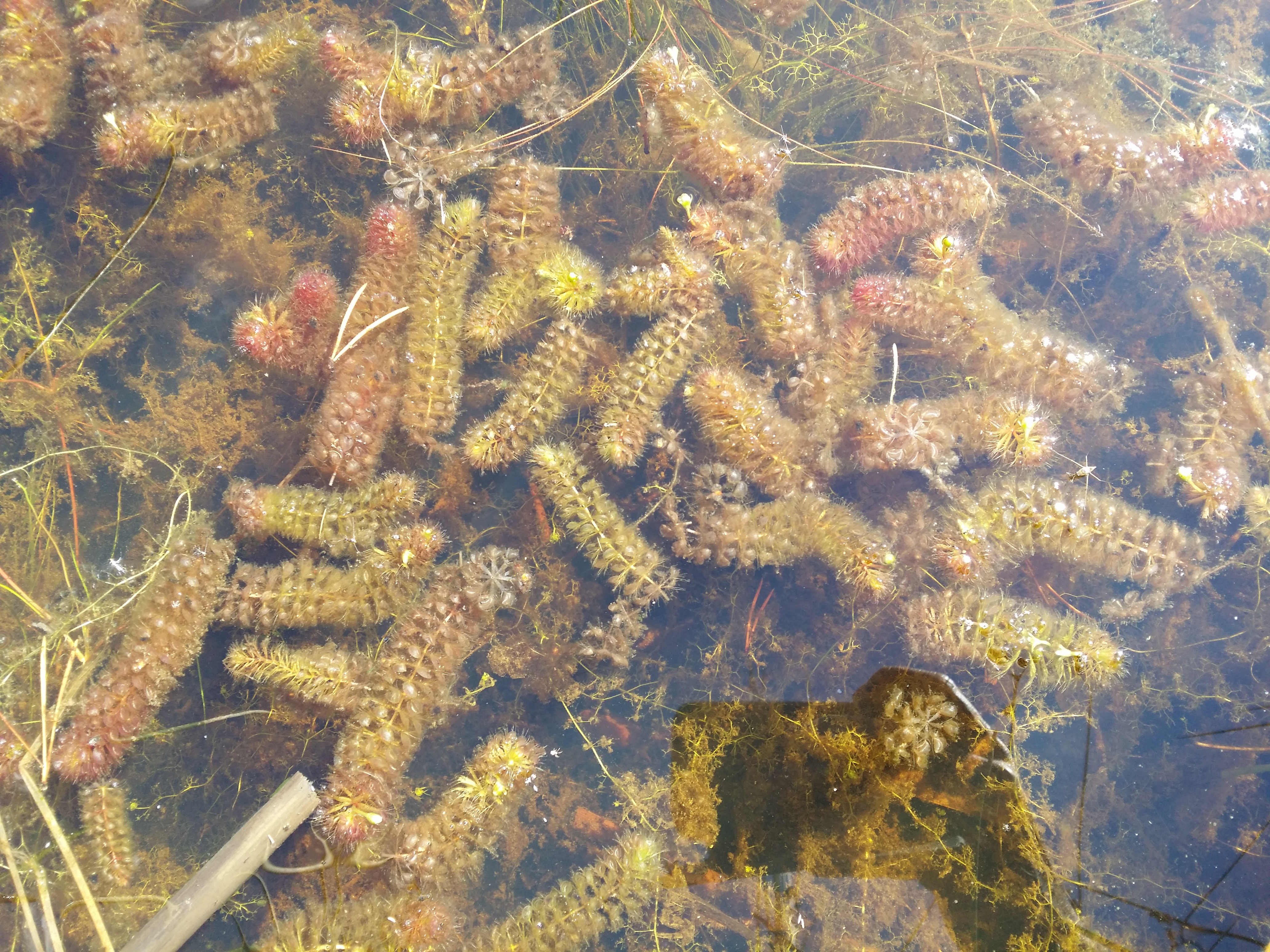
Формація альдрованди пухирчастої

Ценопопуляції альдрованди зустрічаються переважно в складі угруповань плаваючих водних рослин (ряски, спіродели, пухирника), рідше — у плаваючому ярусі розріджених очеретових заростей, а також у сфагнових угрупованнях серед болотних мочажин.
При сприятливих умовах здатна утворювати чисті та мішані рослинні асоціації зі своїм домінуванням, які відносять до формації альдрованди пухирчастої (Aldrovandeta vesiculosae): альдровандова чиста; занурено-куширово-альдровандова; напівзануренокуширово–альдровандова; спіроделево–альдровандова; триборозенчасторясково-альдровандова.
Травостій складається із двох під'ярусів, середньогустий (70—80%). Перший, наводний, під'ярус розріджений. Його утворюють (з проективним покриттям від 1 до 10%) спіродела багатокоренева, ряска мала, жабурник звичайний. Другий, підводний, під'ярус формує едифікатор — альдрованда пухирчаста (50—70%), а також ряска триборозенчаста (1–40%), кушир напівзанурений (1—25%), рдесник гребінчастий (1—20%). До складу угруповань входять також види, що зростають у водоймах широколистяно-лісової, лісостепової і степової зон, зокрема рдесник плаваючий, водяний різак алоевидний, плавушник болотний тощо

## Охорона
Вид занесений до Червоної книги України (охоронна категорія: рідкісний), а також до Червоного списку МСОП (вид знаходиться під загрозою зникнення), Бернської конвенції (Додаток І) та Директиви Європейського Союзу 92/43 ЄС «Про збереження природних оселищ та видів природної фауни і флори».
Формація альдрованди пухирчастої (Aldrovandeta vesiculosae) занесена до Зеленої книги України. Категорія охорони 2 (угруповання з рідкісним типом асоційованості домінуючих видів, в яких домінант є диз'юнктивноареальним реліктом, занесеним до Червоної книги України). Статус охорони: угруповання, що перебувають під загрозою зникнення (характеризуються різким скороченням ареалів і можуть зникнути, якщо продовжиться дія антропогенних чинників, що негативно впливають на їх стан).
Основними причинами скорочення ареалу і зменшення чисельності популяції є хімічне та біологічне забруднення, засолення, пересихання та евтрофікація водойм, осушувальна меліорація, зарегулювання стоку річок, пошкодження заростей альдрованди під час вилову риби сітками. До того ж, вид є слабо конкурентноздатним і зникає при заростанні водойм (наприклад, при масовому розвитку у водоймах півдня  України елодеї канадської)
Для збереження природних популяцій виду, у першу чергу потрібно забезпечити відповідні умови гідрорежиму водойм, посилити контроль за забрудненням та евтрофікацією водойм, заборонити використання рибальських сіток. Найефективнішим заходом охорони є виявлення і заповідання (або включення до екомережі України) місць компактного зростання виду.
В Україні рослина охороняється в Дунайському біосферному заповіднику, Черемському природному заповіднику, національних природних парках Шацькому і «Прип'ять-Стохід», заказниках «Любче» (Волинська область), «Червонобережжя» та «Малоперещепинський» (Полтавська область), «Мошне» (Волинська область), «Липівський» (Черкаська область), «Чахівський», «Федотова коса»,  «Великий лиман»
У Запорізькій області спорадично зустрічається на мілководдях Дніпра нижче ДніпроГесу. Чисельність популяцій значно скоротилась внаслідок створення Дніпровського і Каховського водосховищ. Рослина охороняється в Національному заповіднику «Хортиця», «Великий Луг» та ряді інших природно-заповідних об'єктів регіону.

## Практичне значення
Альдрованда пухирчаста вважається декоративною і  кормовою рослиною.